# 大分中村病院
大分中村病院（おおいたなかむらびょういん）は、大分県大分市舞鶴町にある病院である。第二次救急指定病院。

## 概要
日本における医学的リハビリテーションの草分け的存在である中村裕によって、リハビリテーションを積極的に実施する施設として、1966年（昭和41年）12月10日に設立された。中村は、1964年東京パラリンピックに選手団長として参加したり、1981年（昭和56年）からの大分国際車いすマラソン大会の開催に貢献するなど、障害者スポーツの発展に大きな役割を果たしたことで知られており、本病院は日本障害者スポーツ協会日本パラリンピック委員会から全国で3箇所指定されているメディカルチェック医療機関のひとつになっている。
2012年に大分駅府内中央口（北口）前の大分パルコ跡地を取得し移転を計画していたが、2017年5月に、地域経済活性化支援機構の支援が決定したことを公表するとともに、大分パルコ跡地への移転を断念することを発表した。2020年には、2023年度の開業を目途に大分市舞鶴町の大分西鉄グランドホテル跡地に新築移転することが明らかになった。

## 診療科
- 整形外科
- 脊椎外科
- 手外科
- 外科
- 腫瘍外科
- 脳神経外科
- 内科
- 循環器内科
- 消化器内科
- 腎臓内科
- 糖尿病内科
- 総合診療科
- 呼吸器内科
- 緩和ケア内科
- 形成外科
- 泌尿器科
- リハビリテーション科
- 肛門外科
- リウマチ科
- 心臓血管外科
- 婦人科
- 骨盤底リハビリテーション科
- 放射線科
- 皮膚科
- 麻酔科
- 救急科

## 沿革
- 1966年（昭和41年）12月 - 医療法人恵愛会（別府市）の分院として、大分市大手町にて開院、許可病床 65床

- 1970年（昭和45年）1月 - 労働省より「リハビリテーション医療実施施設」として指定を受ける

- 1970年（昭和45年）9月 - 医療法人恵愛会（別府市）より分離独立

- 1979年（昭和54年）10月 - 身体障害者福祉法第19条の2の規定による更生医療を担当する医療機関としての指定を受ける

- 1984年（昭和59年）7月 - 創設者中村裕死去。副院長の畑田和男が院長に就任
- 2000年（平成12年）4月 - 中村太郎が院長に就任
- 2013年（平成25年）11月 - 社会医療法人に認定
- 2019年（平成31年）4月 - 七森和久が院長に就任
- 2020年（令和2年）3月 - 新病院計画を発表
- 2024年（令和6年）1月 - 大分市舞鶴町へ新築移転

## 移転

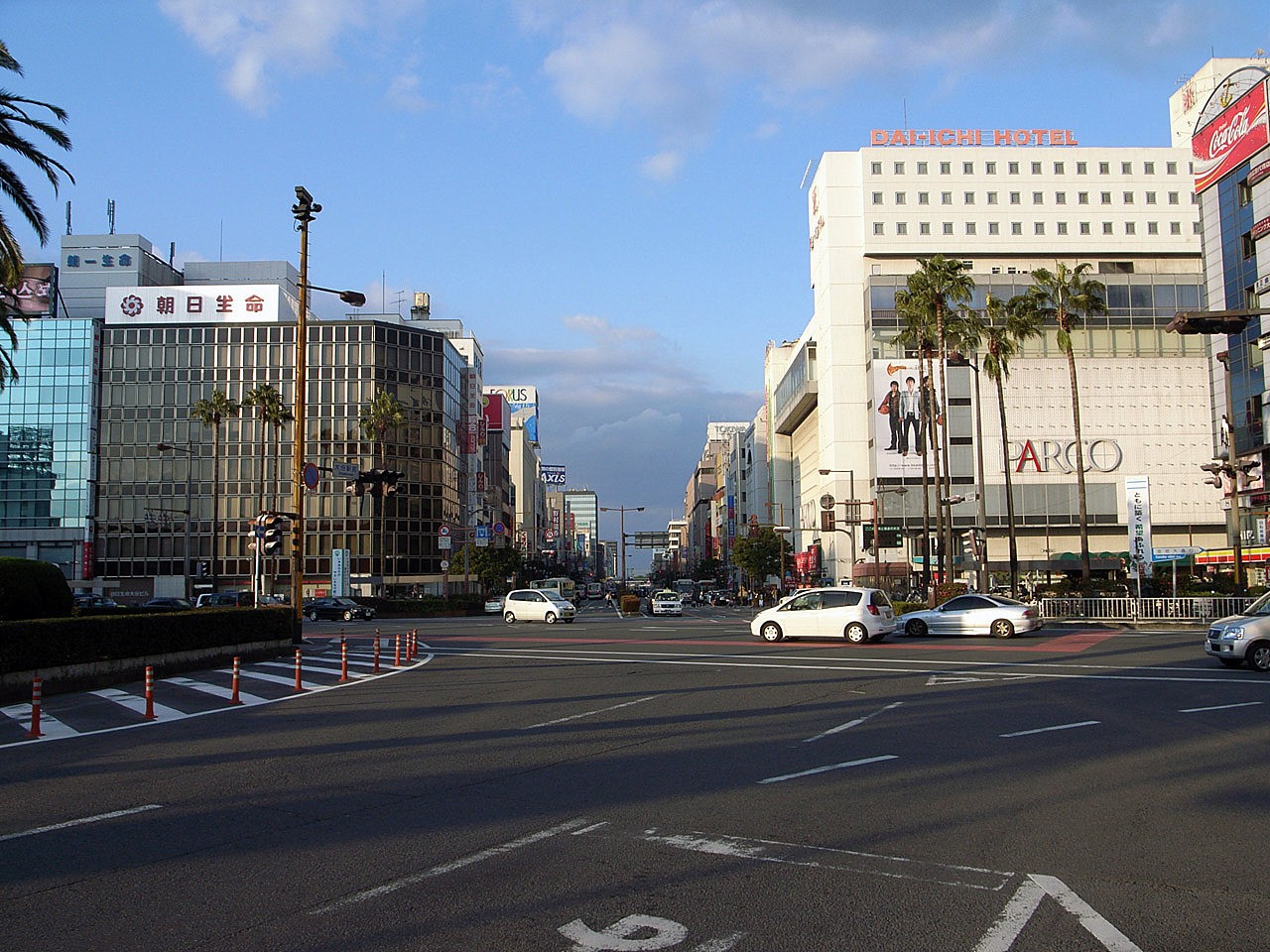
大分駅前。右側の白いビルが大分開発ビル（現在は取り壊し済み）

2012年9月6日、大分パルコ（同年7月6日閉店）が入居していた大分開発ビルの所在地を、医療法人社団恵愛会が取得することが公表された。この場所は、大分駅に近い大分市府内町に位置しており、医療法人社団恵愛会は、現在のビルを取り壊した後、老朽化が進んでいる大分中村病院を新築移転する計画であり、新たな施設には、病院を中心に、高齢者住宅、介護施設が入居する予定のほか、病児保育施設や商業施設の導入を検討するとされた。
この新病院は、当初、2015年度（平成27年度）中の開業を予定していた。しかし、大分駅周辺の再開発に伴う周囲の交通の整備計画が決定しておらず、救急搬送経路や駐車場の検討が遅れていること等から、着工が遅れており、大分中村病院では、敷地を一時的に有料駐車場として利用していた。2017年5月23日に、大分中村病院は、大分パルコ跡地への移転を断念して土地を売却するとともに、新病院については新たな土地の選定を検討する方針を発表した。
2020年3月には、大分市舞鶴町1丁目4番35号の大分西鉄グランドホテル跡地を長期賃借し、2023年度の開業を目途に新築移転することが明らかになった。

## 事故
2017年5月2日の10時40分頃、76歳の女性が運転する軽自動車が病院のガラス扉を破ってロビーに突っ込み、診察を待っていた患者など14人が負傷する事故が発生した。病院前の停車スペースに車を停める際、停車位置を直そうとしてアクセル操作を誤った可能性があると見られている。

## 交通
- 鉄道 - JR九州大分駅から徒歩約30分、自動車約10分。
- バス - 大分バス・大分交通舞鶴町停留所下車、徒歩約5分